# Флейс, Хайди
Хайди Линн Флейс (род. 30 декабря 1965 года) — американская писательница, бывшая девушка по вызову и сутенёрша. Была осуждена за свою деятельность и отсидела несколько лет в тюрьме. После освобождения стала профессиональным парфюмером.

## Биография
Хайди Линн Флейс родилась в 1965 года в Лос-Анджелесе в еврейской семье. Она была одной из шести детей известного педиатра Пола Флейса (умер в 2014 году). Своё детство она описывала как счастливое. Но её родители всё же развелись.
Когда Хайди было 16 лет, она бросила школу, некоторое время училась в Уолли-колледже, затем посещала колледж Санта-Моники. Работала официанткой. В 1988 году она познакомилась с «Мадам Алекс», сутенёршей. Заведение «Алекс» обслуживало только обеспеченную клиентуру. Несколько лет Хайди проработала проституткой.
В 1990 году Флейс открыла свой собственный элитный бордель. С тех пор её прозвали «Голливудской мадам», так как по некоторым (не подтверждённым данным), её салон посещали известные представители Голливуда.
В 1993 году штатом Калифорния ей было предъявлено обвинение в пяти случаях сводничества. Коллегия присяжных признала её виновной в трёх случаях. Суд приговорил Хайди к 3 годам заключения.
В 1996 году она подала апелляцию. В ходе пересмотра дела были выявлены нарушения. Несмотря на это, спустя год Хайди вновь попала на скамью подсудимых. Её обвинили в неуплате налогов и отмывании денег. Наказанием стали 37 месяцев лишения свободы. Она отсидела 20 месяцев, после чего вышла по условно-досрочному освобождению. На свободе она также провела несколько сотен часов исправительных работ. В общей сложности Хайди Флейс провела в тюрьме около 3 лет.
Суды над Хайди Флейс неизменно привлекали внимание общественности — Хайди могла раскрыть имена своих клиентов, а это могло привести к большому скандалу. Однако Хайди этого не сделала, сказав, что «это не в моём стиле». После отбытия всех наказаний Флейс запустила собственную линию одежды «Heidi Wear». Она написала несколько книг, в которых рассказала все особенности своей работы и поделилась тонкостями обращения с клиентами и сотрудниками.
Хайди Флейс никогда не была замужем, у неё никогда не было детей. Является вегетарианкой.

### В массовой культуре
О Хайди Флейс был снят малобюджетный художественный фильм «Взлёт и падение Хайди Флейс», где её роль исполнила Джейми Линн Сиглер. Фильм получил сдержанные отзывы критики и прошёл практически незамеченным на ТВ.